# Liste des stations du tramway de Grenoble
Pour un article plus général, voir Tramway de Grenoble.
La liste des stations du tramway de Grenoble propose un aperçu des stations actuellement en service sur les lignes de tramway de Grenoble, en France. La première ligne a ouvert en 1987. L'ensemble des lignes, comprend 82 stations, depuis le 21 décembre 2019, date de la mise en service de l'extension de la ligne A.

## Stations en service
Le tableau ci-dessous présente la situation existante, faisant abstraction de tout ce qui est à l'état de projet ou en construction.
| Station                                 | Ligne(s) | Rang alphabétique | Date d'ouverture   | Commune                      | Correspondance(s) | Particularité | Image |
| --------------------------------------- | -------- | ----------------- | ------------------ | ---------------------------- | --- | --- | ----- |
| Albert 1er de Belgique                  | A        | 1                 | 3 août 1987        | Grenoble                     | | |       |
| Alliés                                  | E        | 2                 | 28 juin 2014       | Grenoble                     | | |       |
| Alsace-Lorraine                         | A B D E  | 3                 | 3 août 1987        | Grenoble                     | | Fusion avec la station Gambetta le 6 août 2004, déplacement à mi-distance des deux anciennes stations. La station relative à la ligne E est bien distincte puisque située dans le cours Jean-Jaurès. |       |
| Annie Fratellini - Esplanade            | E        | 4                 | 28 juin 2014       | Grenoble                     | | Station fermée pendant la Foire des Rameaux. Nommée Esplanade Centre jusqu'au 2 septembre 2019. |       |
| Arlequin                                | A        | 5                 | 3 août 1987        | Grenoble                     | | |       |
| Auguste Delaune                         | A        | 6                 | 11 mars 1996       | Échirolles                   | | |       |
| Berriat - Le Magasin                    | A        | 7                 | 6 septembre 1987   | Grenoble                     | | Nommé Berriat jusqu'au 29 août 1994. |       |
| Université - Bibliothèques              | B C      | 8                 | 26 novembre 1990   | Saint-Martin-d'Hères         | | Fut dotée d'une 3e voie en tiroir jusqu'en 2005. Nommé Universités jusqu'au 20 mars 2006. |       |
| Casamaures Village                      | E        | 9                 | 28 juin 2014       | Grenoble                     | | |       |
| Charles Michels                         | A        | 10                | 6 septembre 1987   | Fontaine                     | | |       |
| Chavant                                 | A C      | 11                | 3 août 1987        | Grenoble                     | | Nommé E. Chavant jusqu'en janvier 2004. Station déplacée le 13 mars 2006. Station bénéficiant d'un mobilier urbain « remarquable », différent de celui des autres stations.                          |       |
| Cité Internationale                     | B        | 12                | 2 mai 2001         | Grenoble                     | | |       |
| Universités - Condillac                 | B C      | 13                | 20 mars 2006       | Saint-Martin-d'Hères         | | Dispose d'une 3e voie. |       |
| Condorcet - Estacade                    | E        | 14                | 28 juin 2014       | Grenoble                     | | |       |
| Denis Papin                             | A        | 15                | 20 décembre 1997   | Échirolles                   | | |       |
| Échirolles Gare                         | A        | 16                | 30 août 2004       | Échirolles                   | TER Auvergne-Rhône-Alpes                                                                                                  | Nom de code avant la construction: Lazer. |       |
| Edmée Chandon                           | A        | 17                | 21 décembre 2019   | Le Pont-de-Claix             | | |       |
| Édouard Vaillant                        | D        | 18                | 6 octobre 2007     | Saint-Martin-d'Hères         | | |       |
| Essarts-La Butte                        | A        | 19                | 11 mars 1996       | Échirolles                   | | |       |
| Étienne Grappe                          | D        | 20                | 6 octobre 2007     | Saint-Martin-d'Hères         | | |       |
| Fauconnière                             | C        | 21                | 20 mai 2006        | Seyssinet-Pariset            | | |       |
| Fiancey Prédieu                         | E        | 22                | 13 juillet 2015    | Saint-Égrève                 | | |       |
| Flandrin-Valmy                          | C        | 23                | 20 mai 2006        | Grenoble                     | | |       |
| Foch-Ferrié                             | C        | 24                | 20 mai 2006        | Grenoble                     | | |       |
| Fontaine - Hôtel de Ville - La Source   | A        | 25                | 12 décembre 1987   | Fontaine                     | | Nommé Fontaine - Hôtel de Ville jusqu'au 1er février 2010. |       |
| Fontaine - La Poya                      | A        | 26                | 12 décembre 1987   | Fontaine                     | | |       |
| Gabriel Fauré - MUSE                    | B C      | 27                | 26 novembre 1990   | Saint-Martin-d'Hères         | | Nommé Gabriel Fauré - Campus jusqu'au 19 avril 2004. |       |
| Gares                                   | A B D    | 28                | 3 août 1987        | Grenoble                     | TGV, TER Auvergne-Rhône-Alpes                                                                                             | Nommé Gares Europole jusqu'au 11 mars 1996. Dispose d'une 3e voie. |       |
| Gières - Gares-Universités              | B        | 29                | 20 mars 2006       | Gières                       | TER Auvergne-Rhône-Alpes                                                                                                  | |       |
| Grand Pré                               | C        | 30                | 20 mai 2006        | Seyssinet-Pariset            | | |       |
| Grand Sablon                            | B D      | 31                | 26 novembre 1990   | La Tronche                   | | Dispose d'une 3e voie. |       |
| Grand'Place                             | A        | 32                | 3 août 1987        | Grenoble                     | | Nommé Grand'Place - Général De Gaulle jusqu'au 11 mars 1996. |       |
| Grenoble - Hôtel de ville               | C        | 33                | 20 mai 2006        | Grenoble                     | | Station fermée pendant les matchs et les grands événements au Stade des Alpes par mesure de sécurité.                                                                                                |       |
| Gustave Rivet                           | C        | 34                | 20 mai 2006        | Grenoble                     | | |       |
| Hector Berlioz - Universités            | C        | 35                | 20 mai 2006        | Saint-Martin-d'Hères         | Les Taillées - Universités (Lignes B et D)                                                                                | |       |
| Horloge                                 | E        | 36                | 13 juillet 2015    | Saint-Martin-le-Vinoux       | | |       |
| Hubert Dubedout - Maison du Tourisme    | A B D    | 37                | 3 août 1987        | Grenoble                     | | Nommé Maison du Tourisme jusqu'au 25 juin 1996. |       |
| Île Verte                               | B D      | 38                | 26 novembre 1990   | Grenoble                     | | |       |
| Karben                                  | E        | 39                | 13 juillet 2015    | Saint-Égrève                 | | |       |
| La Bruyère - Parc Jean Verlhac          | A        | 40                | 3 août 1987        | Grenoble                     | | Nommé La Bruyère jusqu'au 2 septembre 2019. |       |
| La Pinéa - Saint-Robert                 | E        | 41                | 13 juillet 2015    | Saint-Égrève                 | | |       |
| La Rampe - Centre-ville                 | A        | 42                | 11 mars 1996       | Échirolles                   | | |       |
| Hôpital Couple Enfant                   | B D      | 43                | 26 novembre 1990   | La Tronche                   | | Seule station construite sur un pont. |       |
| Le Prisme                               | C        | 44                | 20 mai 2006        | Seyssins                     | | |       |
| Les Fontainades - Le Vog                | A        | 45                | 6 septembre 1987   | Fontaine                     | | Nommé Gabriel Péri - Les Fontainades jusqu'au 1er février 2010. |       |
| Les Granges                             | A        | 46                | 11 mars 1996       | Échirolles                   | | Nom de code avant la construction: Alsace. |       |
| Universités - Les Taillées              | B D      | 47                | 26 novembre 1990   | Saint-Martin-d'Hères         | Hector Berlioz - Universités (Ligne C)                                                                                    | Nommé Les Taillées jusqu'au 20 mars 2006. La ligne D utilise une voie dédiée, en cul-de-sac. |       |
| Louis Maisonnat                         | A        | 48                | 6 septembre 1987   | Fontaine                     | | |       |
| Louise Michel                           | E        | 49                | 28 juin 2014       | Grenoble                     | | Station bénéficiant d'un mobilier urbain « remarquable », différent de celui des autres stations. |       |
| Maison Communale                        | D        | 50                | 6 octobre 2007     | Saint-Martin-d'Hères         | | |       |
| Malherbe                                | A        | 51                | 3 août 1987        | Grenoble                     | | |       |
| Marie Curie                             | A        | 52                | 11 mars 1996       | Échirolles                   | | |       |
| Marie-Louise Paris – CEA                | B        | 53                | 1er septembre 2014 | Grenoble                     | | Seule station du réseau avec les quais décalés. Nommé CEA – Cambridge jusqu'au 2 septembre 2019. |       |
| Mas des Îles                            | C        | 54                | 20 mai 2006        | Seyssins                     | | |       |
| Mayencin - Champ Roman                  | B        | 55                | 20 mars 2006       | Saint-Martin-d'Hères, Gières | | |       |
| MC2 - Maison de la Culture              | A        | 56                | 3 août 1987        | Grenoble                     | | Nommé Maison de la Culture jusqu'au 11 mars 1996, puis Le Cargo - Maison de la Culture jusqu'en septembre 2004.                                                                                      |       |
| Hôpital Michallon Grésivaudan           | B D      | 57                | 26 novembre 1990   | La Tronche                   | | Nommé A. Michallon - Hôpital Nord jusqu'au 23 août 2004, puis Michallon - Hôpital Nord jusqu'au 1er septembre 2014.                                                                                  |       |
| Mounier                                 | A        | 58                | 3 août 1987        | Grenoble                     | | |       |
| Muret                                   | E        | 59                | 13 juillet 2015    | Saint-Égrève                 | | |       |
| Néron                                   | E        | 60                | 13 juillet 2015    | Saint-Martin-le-Vinoux       | | |       |
| Neyrpic - Belledonne                    | C D      | 61                | 20 mai 2006        | Saint-Martin-d'Hères         | | |       |
| Notre-Dame - Musée                      | B D      | 62                | 26 novembre 1990   | Grenoble                     | | |       |
| Oxford                                  | B        | 63                | 1er septembre 2014 | Grenoble                     | | Nommée Presqu'île jusqu'au 18 mai 2019 ; toutefois, le nouveau nom n'est effectif que depuis le 2 septembre 2019.                                                                                    |       |
| Palais de Justice - Gare                | B        | 64                | 29 novembre 1999   | Grenoble                     | | Nommé Palais de Justice jusqu'au 8 juillet 2017. Nommé temporairement Firmin Gautier entre le 2 mai 2001 et le 25 août 2003.                                                                         |       |
| Palluel                                 | E        | 65                | 13 juillet 2015    | Fontanil-Cornillon           | | |       |
| Parc Jo Blanchon                        | D        | 66                | 6 octobre 2007     | Saint-Martin-d'Hères         | | |       |
| Péri-Brossolette                        | C D      | 67                | 20 mai 2006        | Saint-Martin-d'Hères         | | |       |
| Plaine des Sports                       | B        | 68                | 20 mars 2006       | Gières                       | | Dispose d'une 3e voie. |       |
| Polesud Alpexpo                         | A        | 69                | 11 mars 1996       | Grenoble                     | | Nom de code avant construction: S. Allende. Nommé Alpexpo-Alpes Congrès-Le Summum jusqu'au 25 août 2003.                                                                                             |       |
| Pont-de-Claix-L'Étoile                  | A        | 70                | 21 décembre 2019   | Le Pont-de-Claix             | La station possède trois voies et bénéficie d'un mobilier urbain « remarquable », différent de celui des autres stations. | |       |
| Pont de Vence                           | E        | 71                | 13 juillet 2015    | Saint-Égrève                 | | |       |
| Rafour                                  | E        | 72                | 13 juillet 2015    | Fontanil-Cornillon           | | |       |
| Saint-Bruno                             | A B      | 73                | 6 septembre 1987   | Grenoble                     | | |       |
| Saint-Martin-le-Vinoux - Hôtel-de-Ville | E        | 74                | 28 juin 2014       | Saint-Martin-le-Vinoux       | | |       |
| Sainte-Claire - Les Halles              | B D      | 75                | 26 novembre 1990   | Grenoble                     | | |       |
| Seyssinet-Pariset - Hôtel de Ville      | C        | 76                | 20 mai 2006        | Seyssinet-Pariset            | | |       |
| Surieux                                 | A        | 77                | 11 mars 1996       | Échirolles                   | | |       |
| Vallier - Catane                        | C        | 78                | 20 mai 2006        | Grenoble                     | | |       |
| Vallier - Docteur Calmette              | C        | 79                | 20 mai 2006        | Grenoble                     | | |       |
| Vallier - Libération                    | C E      | 80                | 20 mai 2006        | Grenoble                     | | Nommé Vallier - Jaurès jusqu'au 28 juin 2014. |       |
| Verdun - Préfecture                     | A        | 81                | 3 août 1987        | Grenoble                     | | Nommé Verdun jusqu'en 1999 ou 2000. |       |
| Victor Hugo                             | A B D    | 82                | 3 août 1987        | Grenoble                     | | Nommé Félix Poulat jusqu'au 23 août 1999. Station bénéficiant d'un mobilier urbain « remarquable », différent de celui des autres stations.                                                          |       |

## Stations disparues
Le tableau ci-dessous présente les stations ayant disparu au fil de l'évolution du réseau.
| Station  | Ligne(s) | Rang alphabétique | Date d'ouverture | Date de fermeture | Commune  | Particularité                                                                                            | Image |
| -------- | -------- | ----------------- | ---------------- | ----------------- | -------- | --- | ----- |
| Alpexpo  | A        | 1                 | 31 octobre 1987  | 12 novembre 1994  | Grenoble | Était utilisé en cas de salon uniquement. Supprimée pour permettre l'extension de la ligne à Échirolles. |       |
| Gambetta | A B      | 2                 | 3 août 1987      | 5 août 2004       | Grenoble | Fusionne avec Alsace-Lorraine pour former une nouvelle station placée à mi-distance des deux anciennes.  |       |